# Apaixonado
"Apaixonado" ou "Apaixonado nessa Puta", é um single do cantor de funk carioca brasileiro MC Smith, que tem a participação do disc jockey compatriota Dennis DJ. O single foi disponibilizado para download digital no dia 21 de Agosto de 2014. A primeira versão explicita da música possuía o título "Apaixonado nessa Puta".

## Vídeo e múusica
O videoclipe oficial da canção foi lançado no dia  22 de agosto de 2014.

## Lista de faixas
| Descarga digital |                              |              |         |  |
| N.º              | Título                       | Produtor(es) | Duração |  |
| 1.               | "Apaixonado" (Com Dennis DJ) | Dennis DJ    | 2:11    |  |
| 2.               | "Apaixonado nessa Puta"      |              | 3:55    |  |

## Histórico de lançamento
| País   | Data                 | Formato          | Gravadora |
| ------ | -------------------- | ---------------- | --------- |
| Brasil | 21 de Agosto de 2014 | Descarga digital | 2N Music  |